# Apatura junonina
Apatura junonina är en fjärilsart som först beskrevs av Lambert-Joseph-Louis Lambillion, och fick sitt nu gällande namn av Cabeau 1910. Apatura junonina ingår i släktet Apatura och familjen praktfjärilar. Inga underarter finns listade i Catalogue of Life.